# NGC 1639
NGC 1639 је тројна звезда у сазвежђу Еридан која се налази на NGC листи објеката дубоког неба.
Деклинација објекта је - 16° 59' 29" а ректасцензија 4h 40m 52,3s. Привидна величина (магнитуда) објекта NGC 1639 износи 12,0.